# Śmierć (Świat Dysku)
Śmierć – fikcyjny bohater serii książek Świat Dysku Terry'ego Pratchetta. Jako jedyny pojawia się w prawie wszystkich (z wyjątkiem Wolni Ciut Ludzie) częściach cyklu. Spotyka go niemal każdy umierający na Świecie Dysku.
Wysoki szkielet z kosą, sam siebie nazywający "antropomorficzną personifikacją ludzkich wyobrażeń na swój temat" (inne antropomorficzne personifikacje to np. Wiedźmikołaj lub Wróżka Zębuszka). Przeprowadza ludzi na tamtą stronę, kosą odcinając ostatnie więzy łączące ich ze światem doczesnym. Ludzie nie widzą go w normalnych okolicznościach (jak zostało wyjaśnione w książce "Mort", a także "Trzy wiedźmy") ze względu na to, że nie są w stanie uwierzyć, że go widzą. Jego wypowiedzi są pisane wyłącznie KAPITALIKAMI (symbolizującymi głuchy i pusty głos, który trafia bezpośrednio do umysłu, a nie przez fale dźwiękowe). Istnieje poza czasem i przestrzenią.
Mieszka wraz z wnuczką Susan, sługą Albertem oraz Śmiercią Szczurów. Podróżuje na białym koniu o imieniu Pimpuś (żywym – płonący szkielet się nie sprawdzał, ciągle zajmowała się od niego stodoła, a ze szkieletowego cały czas wypadały jakieś części i trzeba było je zbierać po drodze, co było chwilami krępujące). Śmierć jest doskonałym kucharzem, pszczelarzem i tancerzem. Usiłuje zrozumieć ludzkie zachowania, co często prowadzi do katastrofy. Uwielbia koty, curry i swoją wnuczkę.
W chwilach wolnych od "pracy", Śmierć przebywa w swojej Domenie. Jest to miejsce urządzone na kształt ziemskiej posiadłości, aczkolwiek wszystko spowija głęboka czerń. Mieszka tam z przybraną córką Ysabell (wyprowadza się w Morcie) i sługą Albertem w domu, który jest większy wewnątrz niż na zewnątrz.
Jego pomocnikiem jest Śmierć Szczurów, pojawiający się m.in. w Zadziwiającym Maurycym i jego edukowanych gryzoniach.
Magowie przyzywają go podczas rytuału AshkEnte.
Postać została uznana za jedną z dziesięciu najlepszych fikcyjnych postaci ze Świata Dysku.